# 크리스티안 코스토프
크리스티안 콘스탄티노프 코스토프(불가리아어: Кристиан Константинов Костов, 러시아어: Кристиа́н Константи́нов Ко́стов, 2000년 3월 15일 ~ )는 불가리아계 러시아 가수이다. 더 보이스 키즈 러시아의 시즌 1의 결승전 출전자, 그리고 X 팩터 불가리아의 시즌 4의 입상자였다. 불가리아를 대표하여 유로비전 송 콘테스트 2017에 참가하였으며 참가곡은 Beautiful Mess였고 2위를 차지했다. 2018년 1월, 코스토프는 EBBA 퍼블릭 초이스 어워드를 수상했다.